# Памонг
Памонг (англ. Phamong) — одна з місцевих громад, що розташована в районі Мохалес-Хук, Лесото. Населення місцевої громади у 2006 році становило 8 402 особи.